# Francisco Lojacono
Francisco Ramón Loiácono zkráceně jen Francisco Lojacono (11. prosinec 1935, Buenos Aires, Argentina – 19. září 2002 Palombara Sabina, Itálie) byl argentinsko italský fotbalový útočník a trenér.
Již od mládí hrál za argentinský klub San Lorenzo. Po jedné sezoně u dospělých se rozhodl odejít do Gimnasia La Plata, kde poté působil také jeden rok. V létě roku 1956 se kluby Vicenza a Fiorentina rozhodli jej kupit za 40 milionů lir.  První sezonu se oba kluby dohodli že nastoupí za Vicenzu. Odehrál v sezoně 18 utkání a vstřelil 11 branek a tak po sezoně jej Fiorentina vykoupila. Za fialky hrál tři roky a plus sezonu 1963/64. Za tuhle dobu měl dvě prohry ve finále italského poháru a tři 2. místa v lize. V roce 1960 byl prodán do Říma, kde hrál tři roky. Tady vyhrál jedinou svou trofej a to Veletržní pohár 1960/61. Kariéru pokračoval i v roce 1965 když pomohl zachránit v lize Sampdorii. Poté hrál v Alessandrii a Legnanu, kde zakončil v roce 1970 kariéru.
Zúčastnil se s Argentinou MJA 1956 kde získal bronz. Byl i v Italské reprezentaci. Zde odehrál osm utkání a vstřelil 5 branek.
Po skončení fotbalové kariéry se stal trenérem. Celkem odtrénoval 21 let jako hlavní trenér a vystřídal 13 klubů. Největší úspěch bylo vítězství ve čtvrté lize a to třikrát.

## Hráčská statistika
| Sezóna          | Klub            | Liga            | Liga   | Liga | Ligové poháry | Ligové poháry | Ligové poháry | Kontinentální poháry | Kontinentální poháry | Kontinentální poháry | Celkem | Celkem |
| Sezóna          | Klub            | Soutěž          | Zápasy | Góly | Soutěž        | Zápasy        | Góly          | Soutěž               | Zápasy               | Góly                 | Zápasy | Góly   |
| --------------- | --------------- | --------------- | ------ | ---- | ------------- | ------------- | ------------- | -------------------- | -------------------- | -------------------- | ------ | ------ |
| 1956/57         | Vicenza         | Serie A         | 18     | 10   | -             | 0             | 0             | -                    | 0                    | 0                    | 18     | 10     |
| 1957/58         | Fiorentina      | Serie A         | 31     | 10   | IP            | 7             | 3             | -                    | 0                    | 0                    | 38     | 13     |
| 1958/59         | Fiorentina      | Serie A         | 28     | 14   | IP            | 2             | 1             | -                    | 0                    | 0                    | 30     | 15     |
| 1959/60         | Fiorentina      | Serie A         | 32     | 8    | IP            | 1             | 0             | Stř.P                | 1                    | 0                    | 34     | 8      |
| 1960/61         | Řím             | Serie A         | 27     | 13   | IP            | 2             | 1             | Vel.P                | 8                    | 5                    | 37     | 19     |
| 1961/62         | Řím             | Serie A         | 17     | 6    | IP            | 0             | 0             | Vel.P                | 1                    | 0                    | 18     | 6      |
| 1962/63         | Řím             | Serie A         | 12     | 3    | IP            | 2             | 2             | Vel.P                | 5                    | 6                    | 19     | 11     |
| 1963/64         | Fiorentina      | Serie A         | 18     | 4    | IP            | 1             | 0             | -                    | 0                    | 0                    | 19     | 4      |
| 1964/65         | Sampdoria       | Serie A         | 25     | 1    | IP            | 1             | 1             | -                    | 0                    | 0                    | 26     | 2      |
| 1965/66         | Alessandria     | Serie B         | 27     | 13   | IP            | 0             | 0             | -                    | 0                    | 0                    | 23     | 4      |
| 1966/67         | Alessandria     | Serie B         | 17     | 6    | IP            | 1             | 0             | -                    | 0                    | 0                    | 26     | 5      |
| Celkem v Itálii | Celkem v Itálii | Celkem v Itálii | 256    | 78   | -             | 17            | 8             | -                    | 15                   | 11                   | 288    | 97     |

## Hráčské úspěchy

### Klubové
- 1x vítěz veletržního poháru (1960/61)

### Reprezentační
- 1× na Copa América (1956 - bronz)
- 1× na MP (1955–1960)